# Battaglia di Kissingen
La battaglia di Kissingen fu combattuta il 10 luglio 1866 nell'ambito della guerra austro-prussiana del 1866 nella città di Kissingen, in Baviera, tra le truppe prussiane e bavaresi. La lotta si è conclusa con la vittoria della Prussia.

## Campagna preliminare
Dopo la resa del regno di Hannover, il 29 giugno 1866, l’armata prussiana e spinsero a sud nella campagna al Meno (in tedesco: Mainfeldzug) verso gli alleati dell'Austria nella Germania del Sud. Le truppe bavaresi si ritirarono su Kissingen. Lì volevano impedire una transizione dei prussiani per il fiume Saale di Franconia.

## La battaglia
I prussiani arrivarono da nord-ovest al riva destra del Saale. I bavaresi si erano trincerati sulla riva sinistra e barricavano il ponte Ludwigsbrücke sul fiume. Verso le 9 i prussiani iniziarono ad attaccare il ponte. L'attacco fu inizialmente respinto. Ma un ponte pedonale a circa 500 metri a sud della città vicino di mulino Lindesmühle non è stata completamente distrutta dai bavaresi. I prussiani furono in grado di rendere questo ponte di nuovo percorribile e portare truppe dall'altra riva del Saale. Questi attaccarono i bavaresi sul loro fianco sinistro mentre sul Ludwigsbrücke un secondo attacco ebbe luogo. Questo attacco ebbe successo e la fanteria prussiana entrò in città. È stato seguito da pesanti combattimenti nelle strade. Infine la città fu conquistata e i bavaresi dovettero ritirarsi.

## Conseguenze
La battaglia di Kissingen fece sì che le truppe bavaresi si ritirassero sulla linea di fiume Meno verso Schweinfurt e Würzburg. Fu impedita una congiunzione di Bavaresi coi truppe federali del Württemberg, del Baden e dell'Assia. I prussiani si diressero a ovest, dove occuparono Francoforte.